# Karen Kraft
Pour les articles homonymes, voir Kraft.
Karen Kraft (née le 3 mai 1969 à San Mateo (Californie)) est une rameuse américaine.

## Biographie

### Palmarès

#### Aviron aux Jeux olympiques
- 1996 à Atlanta,  États-Unis
  -  Médaille d'argent en deux sans barreur
- 2000 à Sydney,  Australie
  -  Médaille de bronze en deux sans barreur[1]

#### Championnats du monde d'aviron
- 1995 à Tampere,  Finlande
  -  Médaille d'argent en deux sans barreur